# Ахтерштевень

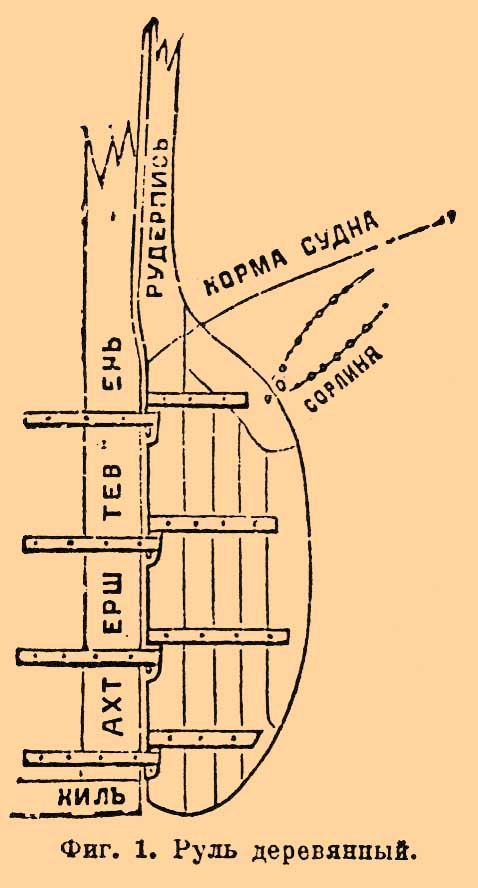
Ахтерштевень, киль и иное на фиг. 1. Руль деревянный

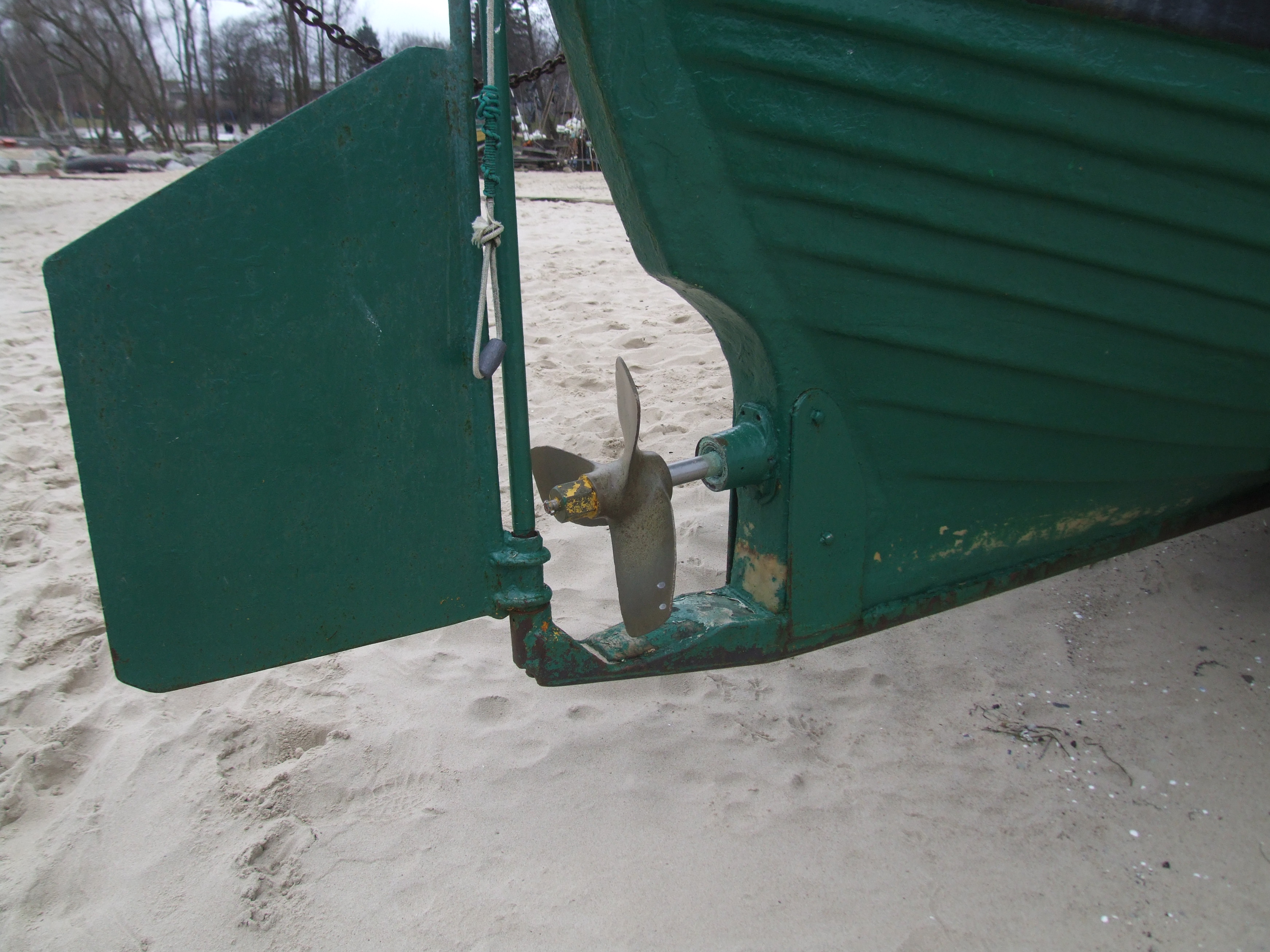
Ахтерштевень

Ахтерште́вень (от нидерл. achtersteven, от achter — «задний», steven — «стояк»), также кормово́й пень — осно́вный стояк для кормы, на который и навешивают руль, задняя оконечность корабля (судна) в виде жёсткой балки или рамы сложной формы, на которой замыкаются вертикально киль, борт, обшивка и набор; к нему подвешивают судовой руль.

## История
Возникновение идеи о руле на ахтерштевне относится к периоду 1200—1400 годов после появления руля на кораблях на территории Европы. Северные суда поморов и викингов этого периода имели одинаковые штевни, то есть форма носа и кормы была идентична. Управление судна рулевыми веслами или рулем в форме весла исключало надобность в особой форме судна. После того, как судостроители решили воплотить в жизнь замысел о руле на ахтерштевне, претерпела изменение и форма штевня. С изогнутой она была изменена на прямую. С появлением ахтерштевня, два конца судна стали различными по форме.
Доподлинно известно, что на печати порта Дувр в 1284 году был изображён корабль с рубками, которые опираются на две арки, и стоят на форштевне и ахтерштевне.
На деревянных кораблях ахтерштевень изготавливали из цельного бруса, а на металлических, в ранних моделях, отливали или выковывали с кронштейнами гребных валов. При этом на двух- или трёхвинтовых судах ахтерштевень состоял из двух вертикальных частей, которые соединялись в замок.